# Mahesh Babu
Ghattamaneni Mahesh Babu, noto semplicemente come Mahesh Babu (in telugu మహేశ్ ‌బాబు, Mahēś Bābu; Chennai, 9 agosto 1974), è un attore indiano.
È conosciuto come Prince dai suoi fan ed è uno dei più noti volti di Tollywood; è il figlio di Krishna.
Si è sposato nel 2005 con l'attrice di Bollywood Namrata Shirodkar.
Ha recitato accanto a star famose come Preity Zinta e Bipasha Basu.
Nel corso degli anni ha vinto vari premi cinematografici, tra cui i Filmfare Awards, come Miglior Attore in telugu, per i film Okkadu e Pokiri.

## Filmografia

### Cinema
- Raja Kumarudu, regia di K. Raghavendra Rao (1999)
- Vamsee, regia di Gopal B. (2000)
- Yuvaruju, regia di Y.V.S. Chowdary (2000)
- Murari, regia di Krishna Vamsi (2001)
- Bobby, regia di Sobhan (2002)
- Takkari Donga, regia di Jayant Paranji (2002)
- Nijam, regia di Teja (2003)
- Okkadu, regia di Gunasekhar (2003)
- Arjun, regia di Gunasekhar (2004)
- Naani, regia di S.J. Suryah (2004)
- Athadu, regia di Trivikram Srinivas (2005)
- Pokiri, regia di Puri Jagannadh (2006)
- Sainikudu, regia di Gunasekhar (2006)
- Athidhi, regia di Surrender Reddy (2007)
- Dookudu, regia di Sreenu Vaitla (2011)
- Businessman, regia di Puri Jagannadh (2012)
- Seethamma Vakitlo Sirimalle Chettu, regia di Srikanth Addala (2013)
- 1: Nenokkadine, regia di Sukumar (2014)
- Aagadu, regia di Sreenu Vaitla (2014)
- Srimanthudu, regia di Koratala Siva (2015)
- Brahmotsavam, regia di Srikanth Addala (2016)
- Spyder, regia di A.R. Murugadoss (2017)
- Bharat Ane Nenu, regia di Koratala Siva (2018)
- Maharshi, regia di Vamshi Paidipally (2019)
- Sarileru Neekevvaru, regia di Anil Ravipudi (2020)
- Mufasa - Il re leone, regia di Barry Jenkins  (2024) - voce di (Mufasa adulto)